# Vrije Indische Partij
De Vrije Indische Partij (of VIP) was een Nederlandse politieke partij die de belangen wilde behartigen van iedereen die iets met het voormalige Nederlands-Indië of Suriname te maken had. De partij was naar eigen zeggen van liberale-democratische signatuur.

## Beginselen
De Vrije Indische Partij behartigde in de eerste plaats de belangen van de bevolkingsgroep in Nederland die haar herkomst vonden in Nederlands-Indië en Suriname toen dit nog onderdeel uitmaakte van het Koninkrijk der Nederlanden. Deze bevolkingsgroep is aan het vergrijzen in Nederland, vandaar dat er veel aandacht was voor gezondheidszorg, bejaardenverzorging en sociale zekerheid in het beginselprogram van de VIP. Voorts was de VIP tegen de komst van vreemdelingen naar Nederland.

## Geschiedenis
De VIP werd opgericht in 1994. De eerste lijsttrekker van de VIP was Sjoerd Lapré, tevens voorzitter van de Stichting Japanse Ereschulden (SJE). Op nummer 2 stond Ed Blaauw en nummer 3 was Anneriet de Pijper (secretaris van de SJE).
De Vrije Indische Partij werd opgericht op 18 januari 1994 vanuit de Stichting Japanse Ereschulden, om mee te doen met de Tweede Kamerverkiezingen van dat jaar. De partij behaalde onvoldoende stemmen voor een zetel in de Kamer. In 1998 deed de VIP, onder leiding van een nieuw bestuur opnieuw mee aan de verkiezingen. Ook ditmaal zonder een zetel als resultaat.
Bij de Tweede Kamerverkiezingen in 2002 heeft de VIP samen met de Ouderenunie met één lijst aan de verkiezingen deelgenomen, maar deze combinatie wist geen zetels te behalen.
Politiek leider van de VIP was Rob Koop. Voor de Ouderenunie was Ben Otten lijsttrekker. Zij bekleedden samen het duo-lijsttrekkerschap.
Voor de Tweede Kamerverkiezingen 2003 werd een samenwerking aangegaan met Leefbaar Nederland. Koop nam daar de derde plek op de lijst in. Er werd geen zetel behaald. Na deze verkiezingen werd besloten definitief te stoppen.
De partij is in 2006 opgeheven.

## Verkiezingsprogramma
De speerpunten van het verkiezingsprogramma voor de Tweede-Kamerverkiezingen in 2002 waren:
- Openbare orde en veiligheid
- AOW en pensioen
- Gezondheidszorg
- Ouderenzorg
- Volkshuisvesting en Ruimtelijke ordening

Daarmee wilde de Vrije Indische Partij aandacht voor de veiligheid van de burger en de verbetering van de gezondheidszorg en de ouderenzorg. De Indische aandachtspunten betroffen met name "het Indische Rechtsherstel, de reparatie van de AOW-uitkeringen en pensioenen".